# Cameron Meyer
Pour les articles homonymes, voir Meyer.
Cameron Meyer (né le 11 janvier 1988 à Viveash (en), dans la banlieue de Perth) est un coureur cycliste australien, reconverti comme entraineur. 
Spécialiste de la piste, il compte à son palmarès neuf titres de champion du monde, cinq en course aux points (2009, 2010, 2012, 2017 et 2018), ainsi que deux sur la course à l'américaine (2010 et 2011) et la poursuite par équipes (2010 et 2017). Sur route, il a notamment remporté le Tour Down Under en 2011, ainsi que quatre titres de champion d'Australie.

## Biographie
Spécialiste de la piste, Cameron Meyer a notamment été trois fois champion du monde juniors en 2006, en poursuite par équipe et individuelle et à l'américaine. Deux ans plus tard, il participe à la course aux points des Jeux olympiques de Pékin, où il échoue au pied du podium. 
Pour la saison 2009, il signe dans l'équipe américaine Garmin-Slipstream. Il participe entre autres à son premier grand tour, le Tour d'Italie, qu'il abandonne à la 14e étape. Lors de cette saison, il devient champion du monde de la course aux points. Il conserve son titre en 2010 à Copenhague. Il est le frère de Travis Meyer, également cycliste et ancien champion du monde juniors sur piste. En janvier 2010, il remporte le titre de champion d'Australie du contre-la-montre, tandis que son frère gagne le titre en ligne.
En 2010, il remporte trois titres de champion du monde sur piste à Ballerup au Danemark. Il remporte pour la deuxième année la course aux points, puis la poursuite par équipes face à la Grande-Bretagne et l'américaine avec Leigh Howard. Il remporte par la suite deux titres aux Jeux du Commonwealth et deux autres aux championnats d'Océanie sur piste. Grâce à cette saison, où il est aussi devenu champion d'Australie du contre-la-montre sur route, il est élu « Coureur cycliste australien de l'année » et meilleur pistard.

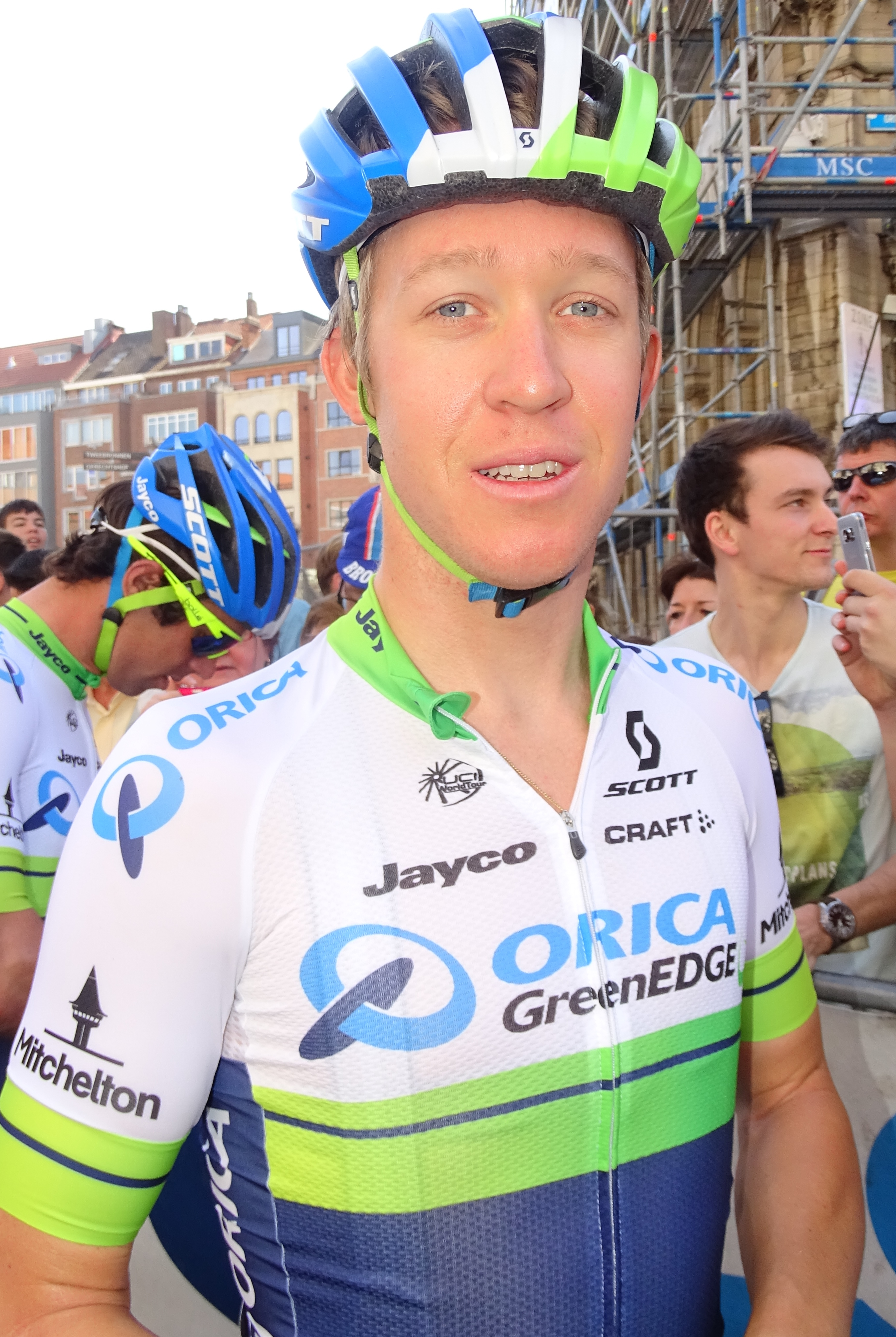
Cameron Meyer lors du départ de la Flèche brabançonne 2015 à Louvain.

Début 2011, il gagne pour la seconde fois consécutive le championnat d'Australie du contre-la-montre. Il participe ensuite au Tour Down Under où il remporte la 4e étape devant le Belge Thomas De Gendt et porte le maillot de leader après cette victoire. Au terme de la sixième étape, il remporte la course devant Matthew Goss et Ben Swift et devient le premier leader de l'UCI World Tour.
En 2015 Cameron Meyer chute au cours de la dix-septième étape du Tour d'Espagne disputée sous forme de contre-la-montre. Atteint d'une fracture à une clavicule, il termine l'étape mais ne repart pas le lendemain. Cet abandon correspond à sa dernière course disputée avec Orica-GreenEDGE. Il ne participe donc pas au Championnat du monde du contre-la-montre par équipes où son équipe a l'ambition de remporter le titre. Quelques semaines plus tard il signe un contrat avec l'équipe continentale professionnelle africaine Dimension Data.
Le 15 juin 2016, il annonce quitter l'équipe Dimension Data, avec effet immédiat, pour raisons personnelles. Il retrouve la compétition en octobre lors des Six jours de Londres et annonce son envie de concilier à la fois la piste et la route. Avec Callum Scotson, il se classe troisième du classement général. 
Il retrouve l’année suivante les championnats du monde sur piste, où il remporte deux médailles d'or en course aux points en poursuite par équipes. Sur route, avec l'équipe nationale australienne, il gagne À travers les Ardennes flamandes et termine troisième de la Cadel Evans Great Ocean Race et quatrième du Herald Sun Tour. En août, Orica-Scott annonce que Meyer les rejoint pour un contrat de trois ans à partir de 2018, avec comme objectifs la victoire sur l'américaine aux Jeux du Commonwealth de 2018 et aux Jeux olympiques d'été de 2020. Aux championnats du monde sur piste de 2018 à Apeldoorn, il devient champion du monde de la course aux points pour la cinquième fois et remporte la médaille de bronze sur l'américaine avec Callum Scotson.
En octobre 2020, il fait partie de l'équipe Mitchelton-Scott pour le Tour d'Italie. Quelques jours après un test positif au SARS-CoV-2 de son chef de file Simon Yates, quatre personnes de l'encadrement de la formation australienne le sont aussi. L'ensemble de l'équipe décide alors d'abandonner ce Giro avant le départ de la dixième étape.  En 2020 et 2021, il est champion d'Australie sur route. En juillet 2021, il annonce son forfait pour les Jeux olympiques de Tokyo, où il envisageait de participer à la course à l'américaine pour gagner le titre olympique qui manque à son palmarès. Il reste à la maison auprès de son père qui souffre d'un cancer du cerveau.
Il arrête sa carrière à la fin de la saison 2022. En fin septembre de la même année, il est nommé comme entraîneur sur piste de l'endurance féminine au sein de la fédération britannique.

## Palmarès sur route

### Par année
| - 2002 - Champion d'Australie du contre-la-montre (moins de 15 ans) - 2005 - 7e du championnat du monde du contre-la-montre juniors - 2006 - Champion d'Australie sur route juniors - 2e du Tour de Perth - 2e du championnat d'Australie du contre-la-montre juniors - 5e du championnat du monde du contre-la-montre juniors - 2007 - 3e étape du Tour du Gippsland - Tour de Tasmanie : - Classement général - 2e et 5e étapes - 2e du championnat d'Australie sur route espoirs - 2008 - Classement général du Tour du Japon - 3e du championnat du monde du contre-la-montre espoirs - 3e du Grand Prix Industrie del Marmo - 2009 - 2e du championnat d'Australie du contre-la-montre - 2010 - Champion d'Australie du contre-la-montre - 3e du Tour d'Oman - 2011 - Champion d'Australie du contre-la-montre - Tour Down Under : - Classement général - 4e étape - Tour de Perth : - Classement général - 1re, 2e et 3e (contre-la-montre) étapes - 2012 - 1re étape de Tirreno-Adriatico (contre-la-montre par équipes) - 2e du championnat d'Australie du contre-la-montre - 3e du championnat du monde du contre-la-montre par équipes - 10e de Tirreno-Adriatico | - 2013 - Champion d'Océanie sur route - Champion d'Australie du critérium - 1re étape du Tour de Suisse (contre-la-montre) - 4e étape du Tour de France (contre-la-montre par équipes) - 10e du Tour de Suisse - 2014 - 1re étape du Tour d'Italie (contre-la-montre par équipes) - 2e étape du Tour de Suisse - 2015 - Herald Sun Tour : - Classement général - 1re étape - 2016 - 2e du championnat d'Australie sur route - 2017 - À travers les Ardennes flamandes - 2e de l'An Post Rás - 3e de la Cadel Evans Great Ocean Race - 2018 - Médaillé d'or du contre-la-montre aux Jeux du Commonwealth - 2e étape du Tour de Grande-Bretagne - 2e du Herald Sun Tour - 2019 - 1re étape secteur B de la Semaine internationale Coppi et Bartali (contre-la-montre par équipes) - 3e du championnat d'Australie sur route - 3e du championnat d'Australie du contre-la-montre - 2020 - Champion d'Australie sur route - 2021 - Champion d'Australie sur route |  |

### Résultats sur les grands tours

#### Tour de France
1 participation
- 2013 : 130e, vainqueur de la 4e étape (contre-la-montre par équipes)

#### Tour d'Italie
6 participations
- 2009 : non-partant (14e étape)
- 2010 : 137e
- 2011 : 137e
- 2014 : non-partant (8e étape), vainqueur de la 1re étape (contre-la-montre par équipes)
- 2020 : non-partant (10e étape)
- 2021 : 111e

#### Tour d'Espagne
3 participations
- 2012 : non-partant (16e étape)
- 2014 : non-partant (18e étape)
- 2015 : non-partant (18e étape)

### Classements mondiaux
| Année                                 | 2007 | 2008 | 2009 | 2010 | 2011 | 2012 | 2013 | 2014 | 2015 | 2016 | 2017 | 2018 | 2019 | 2020 | 2021 | 2022  |
| ------------------------------------- | ---- | ---- | ---- | ---- | ---- | ---- | ---- | ---- | ---- | ---- | ---- | ---- | ---- | ---- | ---- | ----- |
| UCI World Tour                        |      |      |      |      | 41e  | 145e | 147e | 162e | nc   | nc   | nc   | 263e |      |      |      |       |
| Classement mondial                    |      |      |      |      |      |      |      |      |      | 577e | 178e | 283e | 662e | 351e | 556e | 2511e |
| UCI Europe Tour                       | nc   | 593e |      |      |      |      |      |      |      | nc   | 582e | 546e |      |      |      |       |
| UCI Asia Tour                         | nc   | nc   |      |      |      |      |      |      |      | nc   | 195e | 286e |      |      |      |       |
| UCI Oceania Tour                      | 21e  | 49e  |      |      |      |      |      |      |      | 24e  | 16e  | 13e  | 38e  | 25e  | 27e  | 117e  |
| UCI Africa Tour                       | nc   | 48e  |      |      |      |      |      |      |      | nc   | nc   | nc   |      |      |      |       |
|                                       |      |      |      |      |      |      |      |      |      |      |      |      |      |      |      |       |
| Légende : nc = non classéSource : UCI |      |      |      |      |      |      |      |      |      |      |      |      |      |      |      |       |

## Palmarès sur piste

### Jeux olympiques
- Pékin 2008
  - 4e de la course aux points

### Championnats du monde
- Palma de Majorque 2007
  - 4e de la course aux points
  - 15e de l'américaine
- Manchester 2008
  - 4e de la course aux points
- Pruszkow 2009
  -  Champion du monde de la course aux points
  -  Médaillé d'argent de l'américaine
  -  Médaillé d'argent de la poursuite par équipes
- Ballerup 2010
  -  Champion du monde de la course aux points
  -  Champion du monde de poursuite par équipes (avec Jack Bobridge, Michael Hepburn et Rohan Dennis)
  -  Champion du monde de l'américaine (avec Leigh Howard)
- Apeldoorn 2011
  -  Champion du monde de l'américaine (avec Leigh Howard)
  -  Médaillé d'argent de la course aux points
  - 7e du scratch
- Melbourne 2012
  -  Champion du monde de la course aux points
  -  Médaillé de bronze de l'américaine
- Londres 2016
  - 5e de l'américaine
- Hong Kong 2017
  -  Champion du monde de la course aux points
  -  Champion du monde de poursuite par équipes (avec Sam Welsford, Alexander Porter, Nicholas Yallouris, Kelland O'Brien et Rohan Wight)
  -  Médaillé d'argent de l'américaine
- Apeldoorn 2018
  -  Champion du monde de la course aux points
  -  Médaillé de bronze de l'américaine (avec Callum Scotson)
- Pruszków 2019
  - 4e de l'américaine

### Championnats du monde juniors
- 2005
  -  Médaillé de bronze de la poursuite par équipes juniors
- 2006
  -  Champion du monde de poursuite individuelle juniors
  -  Champion du monde de l'américaine juniors (avec Travis Meyer)
  -  Champion du monde de poursuite par équipes juniors (avec Jack Bobridge, Leigh Howard et Travis Meyer)

### Coupe du monde
- 2006-2007 
  - 1er de la course aux points à Los Angeles
- 2007-2008 
  - 1er de la course aux points à Los Angeles
  - 3e de la course aux points à Pékin
  - 3e de la course aux points à Sydney
  - 3e de la poursuite par équipes à Copenhague
- 2008-2009 
  - 2e de l'américaine à Melbourne
- 2009-2010
  - 1er de la poursuite par équipes à Melbourne (avec Rohan Dennis, Michael Hepburn et Luke Durbridge)
  - 1er de la poursuite par équipes à Pékin (avec Leigh Howard, Luke Durbridge et Michael Hepburn)
  - 1er de la course aux points à Melbourne
- 2010-2011
  - 1er de l'américaine à Melbourne (avec Leigh Howard)
  - 1er de la poursuite par équipes à Melbourne (avec Michael Hepburn, Leigh Howard et Jack Bobridge)
- 2016-2017
  - 1er de la course aux points à Glasgow
  - 2e de l'américaine à Glasgow
- 2018-2019
  - 1er de l'omnium à Hong Kong
- 2019-2020
  - 1er de l'américaine à Brisbane (avec Sam Welsford)
  - 2e de l'américaine à Cambridge
  - 2e de l'omnium à Cambridge

### Jeux du Commonwealth
- New Delhi 2010
  -  Médaillé d'or de la course aux points
  -  Médaillé d'or de la poursuite par équipes (avec Michael Hepburn, Jack Bobridge et Leigh Howard)
  -  Médaillé d'or du scratch

### Championnats d'Océanie
- 2007
  -  Champion d'Océanie de course aux points
  -  Champion d'Océanie de poursuite par équipes (avec Mark Jamieson, Travis Meyer et Phillip Thuaux)
  -  Médaillé d'argent de l'américaine
- 2008
  -  Champion d'Océanie de course aux points
- Adélaïde 2010
  -  Champion d'Océanie de poursuite par équipes (avec Jack Bobridge, Leigh Howard et Michael Hepburn)
  -  Champion d'Océanie de l'américaine (avec Leigh Howard)

### Six Jours
- Six Jours de Berlin : 2012 (avec Leigh Howard)
- Six Jours de Londres : 2017 (avec Callum Scotson)

### Championnats nationaux
- 2005
  -  Champion d'Australie de l'américaine juniors (avec Adam O'Connor)
  - 2e du championnat d'Australie de course aux points juniors
- 2006
  -  Champion d'Australie de poursuite juniors
  -  Champion d'Australie de course aux points juniors
  -  Champion d'Australie de poursuite par équipes juniors (avec Travis Meyer, Duane Johansen et Douglas Repacholi)
  -  Champion d'Australie de l'américaine juniors (avec Travis Meyer)
  - 2e du championnat d'Australie de scratch juniors
- 2007
  - 2e du championnat d'Australie de l'américaine
  - 2e du championnat d'Australie de course aux points
  - 3e du championnat d'Australie de poursuite
  - 3e du championnat d'Australie de poursuite par équipes
- 2008
  - 2e du championnat d'Australie de l'américaine
- 2009
  -  Champion d'Australie de l'américaine (avec Glenn O'Shea)
  -  Champion d'Australie de poursuite par équipes (avec Travis Meyer, Michael Freiberg  et Luke Durbridge)
  - 2e du championnat d'Australie de poursuite
- 2010
  -  Champion d'Australie de l'américaine (avec Jack Bobridge)
  - 2e du championnat d'Australie de poursuite par équipes
- 2011
  -  Champion d'Australie de l'américaine (avec Leigh Howard)
- 2017
  -  Champion d'Australie de l'américaine (avec Sam Welsford)
  -  Champion d'Australie de poursuite par équipes (avec Stephen Hall, Michael Freiberg  et Sam Welsford)
  - 2e du championnat d'Australie de poursuite
- 2021
  - 2e du championnat d'Australie de l'américaine

## Distinctions
- Sir Hubert Opperman Trophy - cycliste australien de l'année en 2010[12]
- Cycliste sur piste australien de l'année en 2007, 2008, 2009, 2010[13]
- Cycliste sur piste junior australien de l'année en 2006[13]